# Pervaja Gruppa 1947 (pallacanestro)
La Pervaja Gruppa 1947 è stata la 13ª edizione del massimo campionato sovietico di pallacanestro maschile. La vittoria finale è stata appannaggio dello Žalgiris Kaunas.

## Classifica
|  |     | Squadra         | G | V | P | PF  | PS  | PF/PS | Pt |
|  | --- | --------------- | - | - | - | --- | --- | ----- | -- |
|  | 1.  | SKIF Kaunas     | 9 | 8 | 1 | 340 | 270 | +70   | 16 |
|  | 2.  | Dinamo Tbilisi  | 9 | 7 | 2 | 373 | 253 | +120  | 14 |
|  | 3.  | CDKA Mosca      | 9 | 6 | 3 | 350 | 309 | +41   | 12 |
|  | 4.  | Dinamo Mosca    | 9 | 6 | 3 | 316 | 280 | +36   | 12 |
|  | 5.  | Stroitel' Mosca | 9 | 5 | 4 | 295 | 299 | -4    | 10 |
|  | 6.  | Armia Tbilisi   | 9 | 5 | 4 | 335 | 297 | +38   | 10 |
|  | 7.  | DO Leningrado   | 9 | 4 | 5 | 330 | 339 | -9    | 8  |
|  | 8.  | Kalev Tallin    | 9 | 3 | 6 | 235 | 305 | -70   | 6  |
|  | 9.  | Žalgiris Kaunas | 9 | 1 | 8 | 289 | 388 | -99   | 2  |
|  | 10. | CHAVTU Char'kov | 9 | 0 | 9 | 293 | 416 | -123  | 0  |

## Squadra vincitrice
|  | Naz.                        | Ruolo | Sportivo              | Anno | Alt. |  |  |
|  | --------------------------- | ----- | --------------------- | ---- | ---- |  |  |
|  | Unione Sovietica (bandiera) |       | Stepas Butautas       | 1925 |      |  |  |
|  | Unione Sovietica (bandiera) |       | V. Dzenis             |      |      |  |  |
|  | Unione Sovietica (bandiera) |       | I. Kilšauskas         |      |      |  |  |
|  | Unione Sovietica (bandiera) | A     | Vytautas Kulakauskas  | 1920 | 190  |  |  |
|  | Unione Sovietica (bandiera) | P     | Justinas Lagunavičius | 1924 |      |  |  |
|  | Unione Sovietica (bandiera) |       | V. Majorovas          |      |      |  |  |
|  | Unione Sovietica (bandiera) | G     | Kazys Petkevičius     | 1926 | 179  |  |  |
|  | Unione Sovietica (bandiera) |       | V. Sercevičius        |      |      |  |  |
|  | Unione Sovietica (bandiera) |       | A. Vilimas            |      |      |  |  |
|  | Unione Sovietica (bandiera) | ALL   | Mykolas Ziminskas     |      |      |  |  |